# Manuel Zeno Gandía
Manuel Zeno Gandía (* 10. Januar 1855 in Arecibo, Puerto Rico; † 30. Januar 1930 in Santurce, Puerto Rico) war ein puerto-ricanischer Arzt und Schriftsteller.

## Leben
Manuel Zeno Gandía wurde als Sohn reicher Landbesitzer geboren und erlebte als Kind die schwierigen Arbeitsbedingungen auf der Farm. Nach seiner Ausbildung ging er nach Spanien, wo er an der Universität Barcelona seine Doktortitel in Medizin und Chirurgie erwarb. Während seiner Zeit in Spanien entdeckte er seine Vorliebe für politische Literatur. Sein politisches Interesse ließ ihn zum Fürsprecher der Unabhängigkeit Puerto Ricos werden.
Nach seiner Rückkehr auf die Insel eröffnete er seine Arztpraxis in seiner Heimatstadt Arecibo. 1894 veröffentlichte er La Charca (Der Teich), den ersten ernsten Roman Puerto Ricos. Die Geschichte beschäftigte sich mit dem schweren Leben in den Kaffee-Anbaugebieten in den fernen Bergen und mit den Ungerechtigkeiten, die die armen Farmarbeiter gegenüber den reichen Landbesitzern erlitten. Als Klassiker wurde der naturalistische Roman zusammen mit Garduña, El Negocio und Redentores in Las Cronicas de un Mundo Enfermo (Die Chroniken einer kranken Welt) aufgenommen.
Nach der Invasion der Vereinigten Staaten 1898 im Spanisch-Amerikanischen Krieg reiste Zeno Gandía nach Washington, D. C., wo er gemeinsam mit Eugenio María de Hostos für die Unabhängigkeit Puerto Ricos warb. Die US-Regierung lehnte die Pläne jedoch ab und erklärte die Insel zu einem Territorium der Vereinigten Staaten. Nach seiner Rückkehr betätigte sich Zeno Gandía bis zu seinem Tod 1930 weiter als Schriftsteller und politischer Aktivist.
Eine Schule und mehrere Straßen sind nach ihm benannt. Die Regierung von Puerto Rico ordnete an, dass 2007 eine Statue am Paseo de la Coovadonga auf dem Gelände des Capitol errichtet werden soll. In seiner Heimatstadt tragen ein Kreditinstitut und eine Industrieanlage seinen Namen.